# Garner (Carolina do Norte)
Garner é uma cidade  localizada no estado norte-americano de Carolina do Norte, no Condado de Wake.

## Demografia
Segundo o censo norte-americano de 2000, a sua população era de 17.757 habitantes.
Em 2006, foi estimada uma população de 23.741, um aumento de 5984 (33.7%).

## Geografia
De acordo com o United States Census Bureau tem uma área de
35,2 km², dos quais 33,2 km² cobertos por terra e 2,0 km² cobertos por água. Garner localiza-se a aproximadamente 108 m acima do nível do mar.

## Localidades na vizinhança
O diagrama seguinte representa as localidades num raio de 20 km ao redor de Garner.